# Gerberge de Saxe
Pour les articles homonymes, voir Gerberge.
Gerberge de Saxe, née vers 913/914 à Nordhausen et morte le 5 mai d'une année inconnue, entre 969 et 984, issue de la dynastie des Ottoniens, fut duchesse de Lotharingie, puis reine de France par son mariage avec le roi carolingien Louis IV d'Outremer.

## Origine
Née au château de Nordhausen en Thuringe, Gerberge était la fille aînée du duc Henri de Saxe († 939), futur roi de Germanie, et de sa seconde épouse Mathilde de Ringelheim (sainte Mathilde), fille du comte Théodoric. Elle est donc la sœur d'Otton Ier, empereur du Saint-Empire à partir de 962. Son père fut élu roi de Francie orientale (Germanie) par les Franconiens et les Saxons en mai 919. La jeune femme a certainement été élevée dans un chapitre de dames nobles (Frauenstift).

## Union et descendance

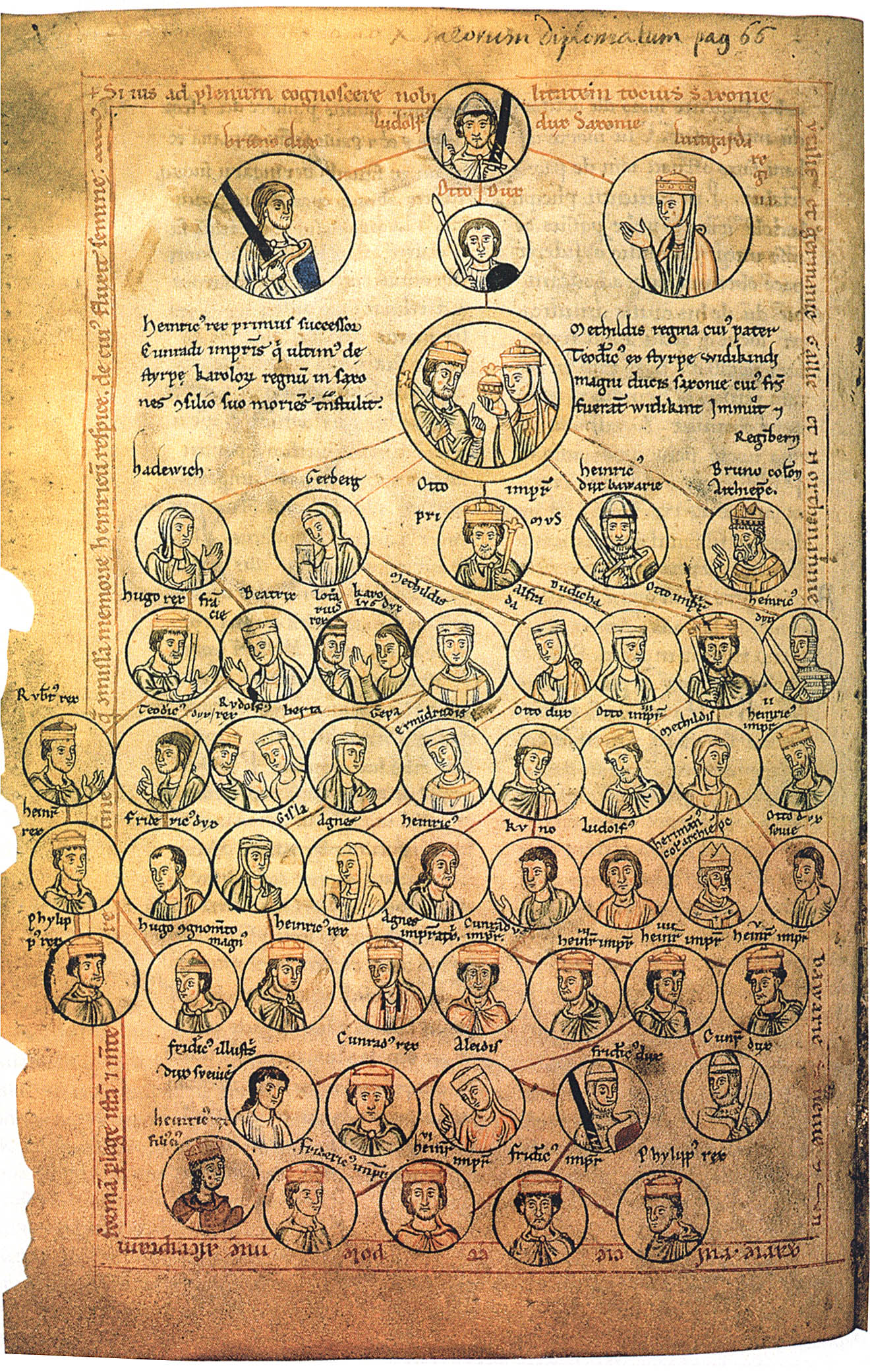
Généalogie des Ottoniens, avec Heinricus rex (Henri Ier l'Oiseleur) et Methildis regina (Mathilde de Ringelheim) dans le cercle double (Chronica St. Pantaleonis, 2nde moitié du XIIe siècle). « Gerberg » est leur deuxième enfant en partant de la gauche de l'image.

### Premier mariage
En 928/929, le roi Henri a marié sa fille Gerberge à Gislebert, comte de Meuse, qui venait d'être nommé duc de Lotharingie. Par le mariage il visait à lier la Lotharingie à son royaume : né de la Francie médiane (Lotharii regnum) lors du traité de Prüm en 855, ce pays, attribué à la Francie orientale par le traité de Ribemont en 880, fut longtemps convoité par les souverains des deux parties restantes de l'ancien Empire carolingien. Pour le père de Gislebert, le marquis Régnier Ier († 915), il s'était tourné vers la royauté occidentale de Charles III le Simple.
Gerberge lui donne quatre enfants :
- Henri, duc titulaire de Lotharingie, mort vers 944 ;
- Hedwige, promise un temps à Berthold de Bavière, morte jeune ;
- Alberade, mariée à Renaud, comte de Roucy ;
- Gerberge, mariée avec Albert Ier le Pieux, comte de Vermandois , morte vers 978.

Pendant le règne du roi Henri, le duc Gislebert est resté loyal. À sa mort, toutefois, il voulait rejoindre le nouveau roi de Francs, Louis IV. On n'est pas sûr que sa femme l'a encouragé ; en tous cas, il a participé à la révolte du prince Henri contre son frère aîné l'héritier du trône Otton Ier. Après une bataille perdue à Andernach le 2 octobre 939, Gislebert se noie dans le Rhin alors qu'il tente de fuir.

### Deuxième mariage

Généalogie des Carolingiens, Ottoniens et Robertiens au Xe siècle.

La duchesse Gerberge a été veuve à l'âge de 26 ans et s'en revint à la maison paternelle sous le mund de son frère Otton Ier. Il était prévu de la marier au duc Berthold de Bavière ; toutefois, la femme sûre d'elle refusa. Selon les récits de Liutprand de Crémone, elle se distancie également de son frère Henri, dont l'insurrection s'est écroulée.
Elle a donc décidé de se remarier avec le roi de France Louis IV d'Outremer fin 939. Selon le chroniqueur Richer de Reims, Louis a eu pitié de la belle veuve ; en fait, ce mariage reposait également sur des motifs politiques. Le roi de la Francie occidentale a voulu souligner ses droits sur la Lotharingie (leur fils premier-né fut baptisé Lothaire) ; par ailleurs, en se mariant à une fille de roi, il pourrait se mesurer avec son rival Hugues le Grand, issu de la dynastie des Robertiens, qui s'était marié à Hedwige de Saxe, la sœur de Gerberge. 
Gerberge donne sept enfants à son nouvel époux :
- Lothaire (941–986), son successeur sur le trône de France ;
- une fille née en 943 ;
- Charles ou Carloman, né en 945, mort avant 953 ;
- Mathilde, (948–992) épouse vers 964 Conrad III de Bourgogne, dit le Pacifique ;
- Louis (948–954) ;
- Charles, duc de Basse-Lotharingie (953–991) ;
- Henri (953–953), jumeau de Charles de Basse-Lotharingie.

Eu égard à la force militaire d'Otton Ier et possiblement sous l'influence de sa femme, Louis IV, en 942, renonçait explicitement à tous les droits sur la Lotharingie. En échange, Otton mit un terme à l'alliance avec Hugues le Grand. Gerberge a organisé la défense de la ville de Laon assiégée par les troupes de son rival. Lorsque Louis est fait prisonnier par les Normands près de Rouen en 945 et doit laisser leur fils aîné en otage, elle lutte pour le royaume et négocie sa libération, en faisant appel à son frère Otton Ier. Au fil du temps, une coopération entre Louis et Otton a vu le jour et en 953 le mari de Gerberge était en effet à faire la paix avec Hugues.
Louis IV est décédé à Reims le 10 septembre 954, à la suite d'une chute de cheval. À nouveau veuve, Gerberge joue un rôle de premier plan agissant habilement pendant la minorité de son fils le roi Lothaire : selon l'annaliste Flodoard, elle se sert de l'appui de Hugues le Grand et de son frère Brunon, l'archevêque de Cologne, pour assurer le trône à Lothaire. Elle soutient en outre Lothaire contre ses cousins, les fils d'Hugues le Grand et de sa sœur Hedwige. Ce faisant, Gerberge a évité toute influence directe exercée par le roi Otton Ier, ce qui pourrait être considérée comme préjudiciable à l'indépendance de Lothaire lors de son arrivée au pouvoir. Après la mort de Hugues le Grand en 956, la coopération de Gerberge avec sa veuve, sa sœur Hedwige, permettait de maintenir le statu quo dans la Francie occidentale. Lors du partage de Lotharingie en 959, Brunon de Cologne a obtenu des garanties fournies par Lothaire ; en contrepartie, l'archevêque a aidé à vaincre le comte Régnier III de Hainaut s'emparant du douaire de Gerberge.
En 959, la reine douairière a pris ses fonctions d'abbesse de Notre-Dame de Soissons. Néanmoins, elle restera engagée politiquement : en 961, Gerberge s'est occupée de la succession de l'archevêque Artaud de Reims ; à la Pentecôte 965 elle a participé à la diète d'Otton Ier, désormais empereur, à Cologne, afin d'arranger le mariage de son fils Lothaire avec Emma d'Italie, belle-fille de son frère.
Gerberge est inhumée dans le chœur de l'abbaye Saint-Remi de Reims.

## Rôle intellectuel et artistique
À l'instar de ses contemporaines Adélaïde de Bourgogne et Théophano Skleraina, Gerberge fut une reine hautement éduquée. Bien que d'origine germanique, elle a exercé une forte influence sur l'historie de la Francie occidentale, encore une fois consolidant la domination des Carolingiens avec l'aide de sa famille ottonienne.
Un moine Adson (peut-être le futur abbé de Saint-Basle, ou bien le futur abbé de Montier-en-Der) dédie à Gerberge, entre 949 et 954, un Traité sur l'Antéchrist. Ce texte évoque entre autres l'implication importante de Gerberge dans la réforme monastique en provenance de Lotharingie. Dans le prologue de son traité, le moine Adson décrit Gerberge comme une reine cultivée et proche de l'évêque de Laon Roricon.
On considère en général que la Vie de Clotilde, écrite à la fin des années 950, est destinée à servir de modèle à Gerberge durant son veuvage, en lui proposant l'image d'une sainte reine veuve et pieuse.
Gerberge est aussi la réalisatrice, ou plus probablement la commanditaire, d'une bannière qui porte son nom et qui est conservée dans le trésor de la cathédrale de Cologne. Cette bannière est un don à son frère l'archevêque Brunon, destinée à commémorer le rôle éminent de Gerberge dans leur victoire commune contre le comte Régnier de Hainaut en 957-958.
Elle est peut-être aussi la commanditaire et la récipiendaire d'autres textes afin d'assurer le pouvoir des Carolingiens contre les Ottoniens, en lien avec l'évêque de Laon Roricon, demi-frère de Louis IV.

## Ascendance

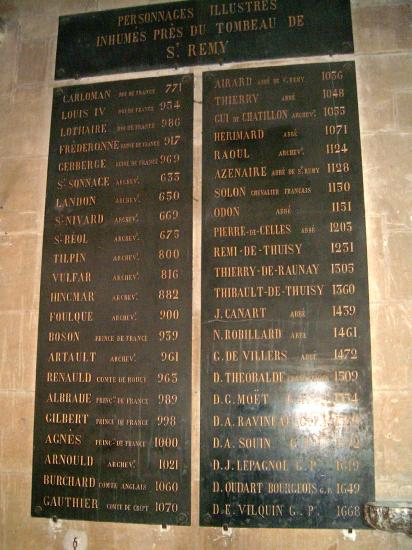
Liste des personnes inhumées « près du tombeau de saint Rémi », plaque dans la basilique Saint-Remi de Reims. Le nom de Gerberge y figure (5e depuis le haut).